# Alala
Alala (starořecky: Ἀλαλά (alalá); „bojový pokřik“ nebo „válečný pokřik“) je v řecké mytologii personifikace a bohyně válečného pokřiku.
Podle básníka Pindara je dcerou válečného boha Pólema. Její teta je válečná bohyně Enýó a strýc bůh války Arés. Je jednou která doprovází boha Área na bitevní pole, mimo jiné s Fobem a Deimem, Eris, Androktasiai, Machai, Hysminai, Fonoi, se Zasetými a Kérami.